# Carlo Recagno
Carlo Recagno (Casale Monferrato, 7 agosto 1965) è un fumettista italiano.

## Biografia e carriera
Nasce a Casale Monferrato in provincia di Alessandria il 7 agosto del 1965. Ha frequentato la Scuola del Fumetto di Milano. Nel 1989 propone ad Alfredo Castelli un soggetto per Martin Mystère che viene approvato e diviene la sua prima storia pubblicata, Aria di Baker Street e I mondi impossibili di Sherlock Holmes,  sui numeri 129-130 della serie Martin Mystère del 1992/1993. Continua a scrivere sceneggiature e dal 1995 sostituisce Federico Memola quale redattore alla Sergio Bonelli Editore, lavorando a stretto contatto con Castelli. Realizza storie per la serie spin-off Storie da Altrove. Ha vinto il Premio Italia per la fantascienza nella categoria “Operatore Artistico” nel 2007 nel 2011  e nel 2014. Ha vinto inoltre il Premio Italia nella categoria "Miglior Fumetto" per sei volte: quattro edizioni consecutive, dal 2018 al 2021, e poi ancora nel 2023 e 2024. 

## Opere
Fra le storie a fumetti pubblicate per la Bonelli:
- Martin Mystère - numeri 129, 130, 137, 138, 168, 173, 174, 244, 245, 246, 280, 288, 292, 293, 294, 299, 300, 309, 315, 322, 323, 330;
- Martin Mystère Gigante - numeri 6, 11, 14;
- Storie da Altrove - numeri 2, 3, 5, 7, 8, 9, 10, 11, 12, 13, 14, 15, 16, 17;
- Almanacco del Mistero del 2007 e del 2009;
- Speciale Martin Mystère - numeri 11, 16, 21, 23, 24, 25, 26, 27, 28, 29, 30, 31.

Ha inoltre scritto soggetto e sceneggiatura dello speciale one-shot Generazioni edito nell'aprile del 2003.